# 吉田専左衛門
吉田 専左衛門（よしだ せんざえもん）は、出羽天童藩の家老。諱は守貞（もりさだ）。
吉田家は織田家の重代家老家であり、守貞は天童藩江戸藩邸詰・留守居役を務めた。そのため江戸の生活に長く慣れてしまい、狂歌を学んだという。晩年に隠居して天童に戻ると、藩士や町民に狂歌を教えたりして、自らも文歌堂真名富と号した。また浮世絵師の歌川広重とも親交があり、広重の肉筆画が「天童広重」として現在の村山郡内にも現存されている。
安政元年（1854年）に死去。享年60。